# ドバイ博物館
ドバイ博物館（Dubai Museum）はアラブ首長国連邦のドバイにある博物館。

## 概要
1787年建造されたアル・ファヒディ砦の一部を利用したもので、1971年に開業。現在は年間で100万人以上が来場している。
最寄り駅はドバイメトロのアル・ファヒディ駅である。